# Nobuyoshi Tamura
Nobuyoshi Tamura (田村 信義 Tamura Nobuyoshi?), född 2 mars 1933 i Osaka, död 9 juli 2010 i Frankrike, var en av de mest framstående aikidoutövarna i Europa, med graden 8:e dan samt titeln shihan, som tränat under lång tid med Morihei Ueshiba. Hans far var kendo-lärare, så han kom redan under uppväxten i kontakt med budo. Hans far dog när Tamura var 16 år gammal, och Tamura bestämde sig för att försöka klara sig själv. Han fick hjälp av en del personer men efter andra världskriget var det svårt att finna mat och bostad i Japan. När Tamura omkring 1953 fick erbjudande om att bo gratis i Aikikai hombu dojo (som inneboende student – uchideshi) tackade han snabbt ja. Tamura har berättat att det var mer den billiga bostaden än träningen som drog.

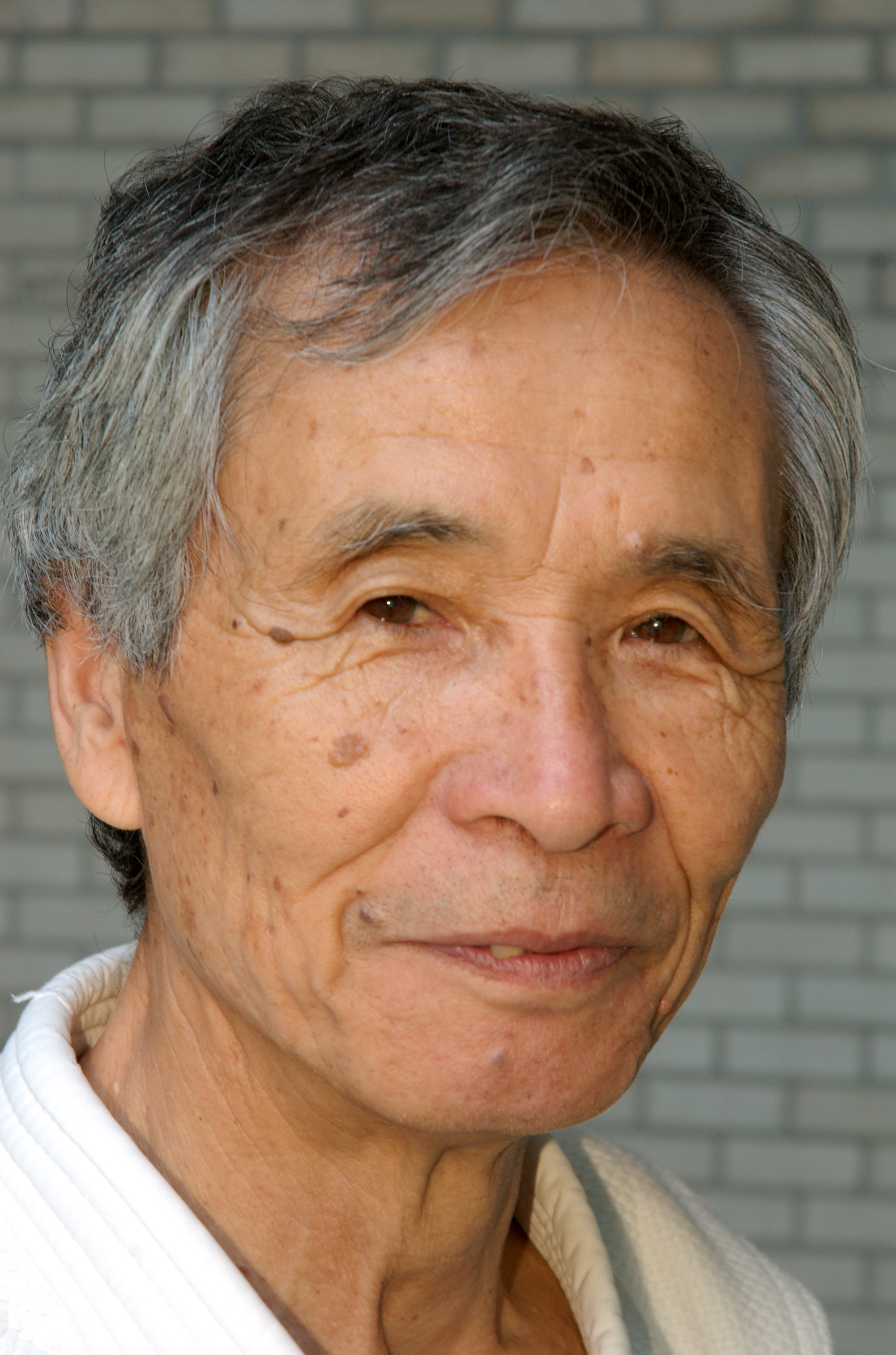
Nobuyoshi Tamura 2004 i Lesneven.

Tamura började träna aikido dagligen, i början huvudsakligen med Kisshomaru Ueshiba som lärare, men även i kontinuerlig kontakt med aikidons grundare Morihei Ueshiba, samt andra nu kända namn. Tamura var en av Ueshibas favoriter att kasta på uppvisningar.
Tamura blev 1964 utsänd till Frankrike, för att utveckla aikido i Europa och Frankrike i synnerhet. Han utnämndes till National Technical Director (DTN) av FFAB (Fédération Française d'Aïkido et de Budo, franska aikido- och budoförbundet). År 1999 förlänade han den franska nationalförtjänstorden Chevalier de l'Ordre national du Mérite av den franska regeringen. Tamura har publicerat flera böcker om aikido (på franska). Hans dojo (Shumeikan dojo) ligger i södra Frankrike, i byn Bras (departement Var). Tamura dog av cancer i bukspottkörteln, och han efterlämnade fru och tre söner.

## Utvecklingen av aikido i Frankrike
Minoru Mochizuki, 10:e dan, var den förste att lära ut aikido i västvärlden, när han tillbringade åren 1951 till 1953 i Frankrike som judo-instruktör. Där fick han genast mångsysslaren och blivande karatemästaren Henry Plée som flitig elev, vilket kom att räcka till 4:e dan, innan denne fastnade för karaten. Aikido kom att tränas mer regelbundet runt 1959 i Frankrike, men på den tiden fick endast personer godkända av judoförbundet lära ut aikido, karate eller annan budo.
Tamura skulle dock bli en av de viktigaste personerna för utvecklingen av aikido i Frankrike och Europa. Han anlände till Marseille 1964 som slutdestination för sin bröllopsresa. Han hade gift sig med Rumiko, en annan student på Hombu dojon, och det ryktas att han betalat en del av resan genom att utföra aikido-uppvisningar på fartyget. Tamura började jobba på judoklubben i Provence, med ett sextiotal elever. Tamura beslöt sig för stanna och undervisa aikido, i ett land vars språk han inte talade vid den tiden. En dojo skulle öppnas i Paris, och Tamura fick erbjudande om att komma dit. När han kom till Paris fanns ingen dojo, och han åkte tillbaka till södra Frankrike.
Tamura efterträdde Tadashi Abe, som representant för Aikikai hombu dojo i Frankrike. Andra japanska aikido-lärare, som var verksamma i Frankrike på den tiden, var förutom Minoru Mochizuki, bland andra Masamichi Noro och Mutsuro Nakazono. 
Under 1980-talet uppstod en strid mellan två falanger inom administrationen av aikido i Frankrike och två oberoende organisationer skapades. De som var lojala med Tamura skapade en oberoende organisation FFAB, medan andra föredrog att förbli under judoförbundet FFJDA, som senare blev en självständig organisation FFAAA (Fédération française d'aïkido, d'aïkibudo et affinitaires) under formell ledning av Christian Tissier. På senare år har de två rivaliserande organisationerna enats till UFA (Union francaise d'aikido).
FFAB som Tamura medverkade till att bygga upp har nu över 700 klubbar och omkring 30 000 tränande. Antalet aikido-utövare i Frankrike är nu större än i Japan. Det är direkt efter Tamuras död oklart om organisationerna kommer att delas upp igen.
Tamura har utnämnts till hedersmedborgare i staden Lesneven, i Bretagne, Frankrike, efter att under en flera år dragit över 600 aikido-utövare till den lilla byn för sommarseminarier under en vecka. Borgmästaren brukar bjuda deltagarna till rådhuset för ett glas vin, en markering av hur stor betydelse aikidon har för den lokala ekonomin. Tamuras död kom dock olägligt för sommarlägret 2010, han dog dagarna innan lägret skulle börja. Andra viktiga lärare under sommarseminariet i Lesneven är Yamada-sensei (Yoshimitsu Yamada). Tamura har regelbundet även hållit två välbesökta sommarseminarier i Frankrike, i Saint-Mandrier och La Colle-sur-Loup.

## Personligt
Tamura Sensei har tre söner. En av dem, Yoshimichi, har gjort en framgångsrik karriär inom filmindustrin som animatör. Han var den ledande animatören för Helga i Disney-filmen Atlantis – En försvunnen värld. Tamura var gift med Rumiko.

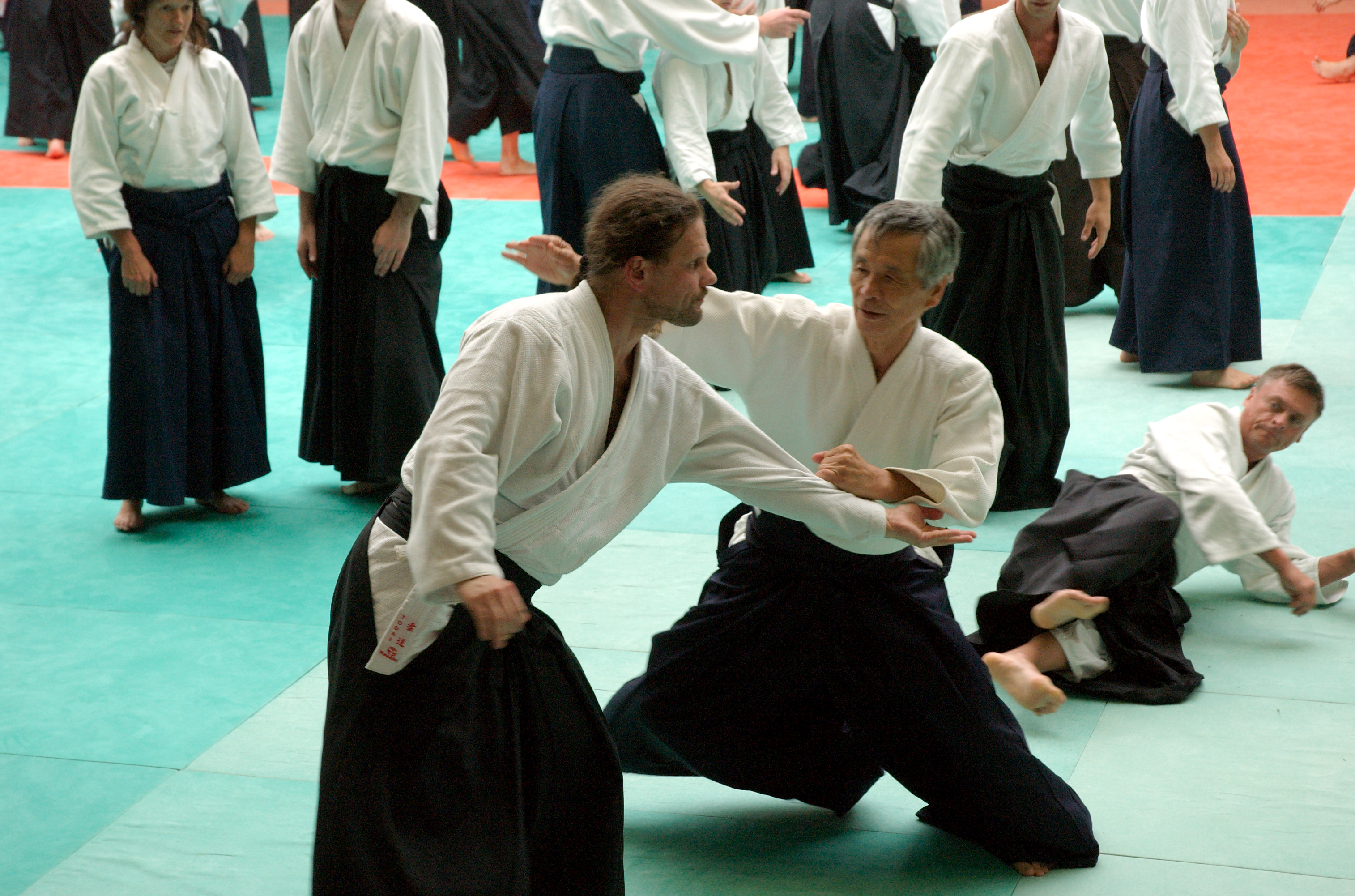
Tamura visar en teknik. Lesneven 2004.
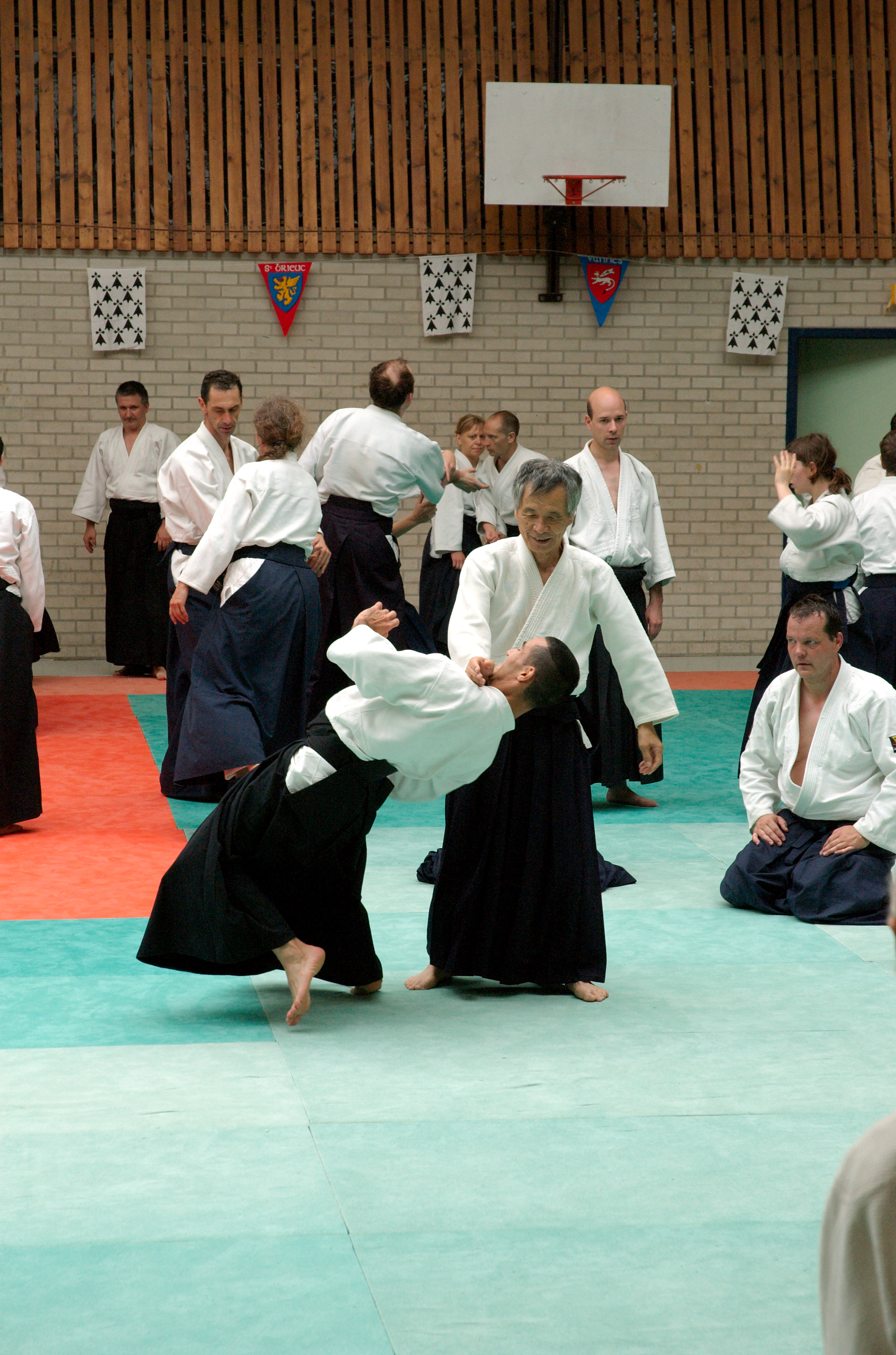
Tamura utför ett kast. Lesneven 2004.
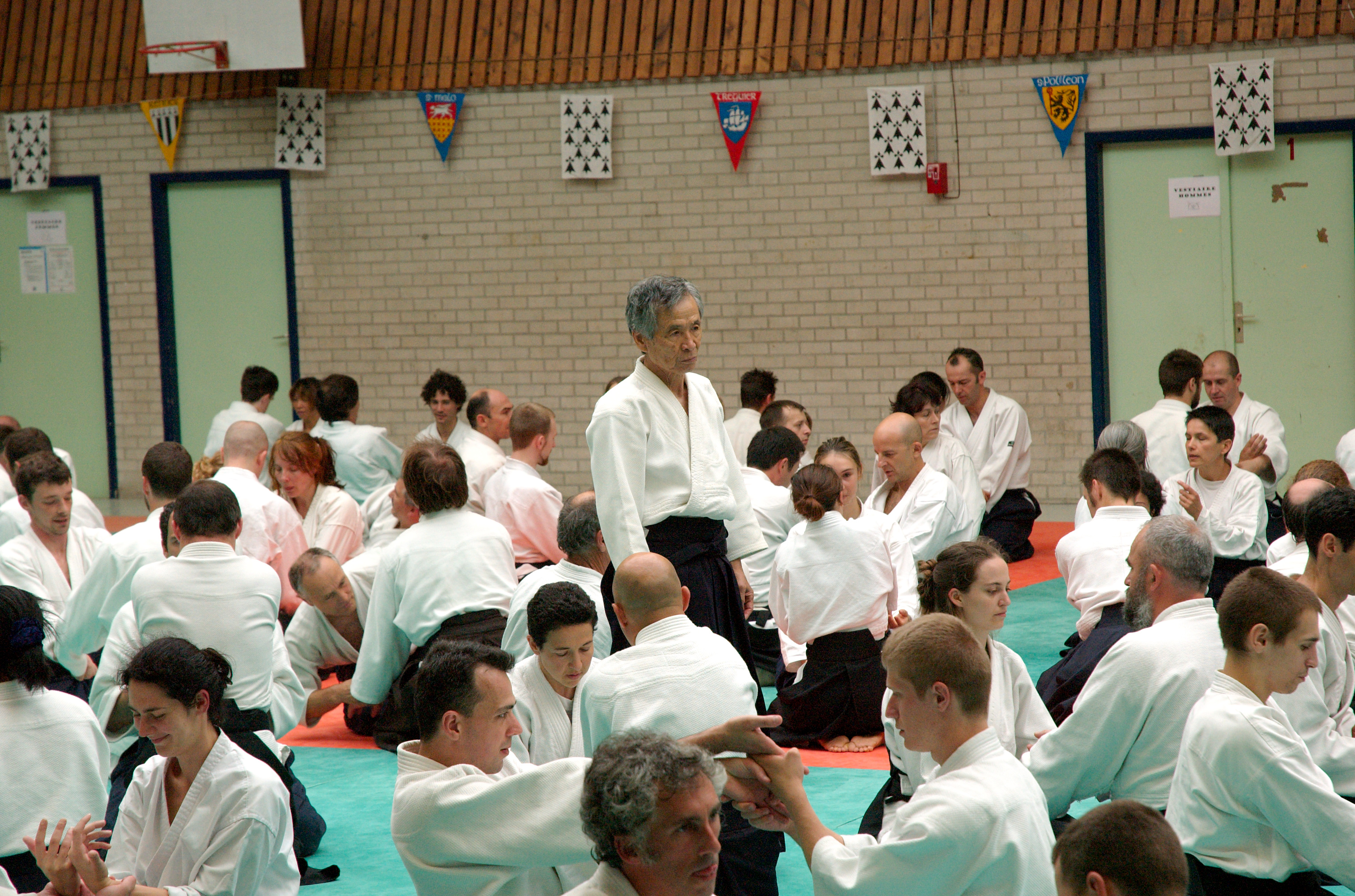
Tamura övervakar träningen. Lesneven 2004.